# گروه بهمن

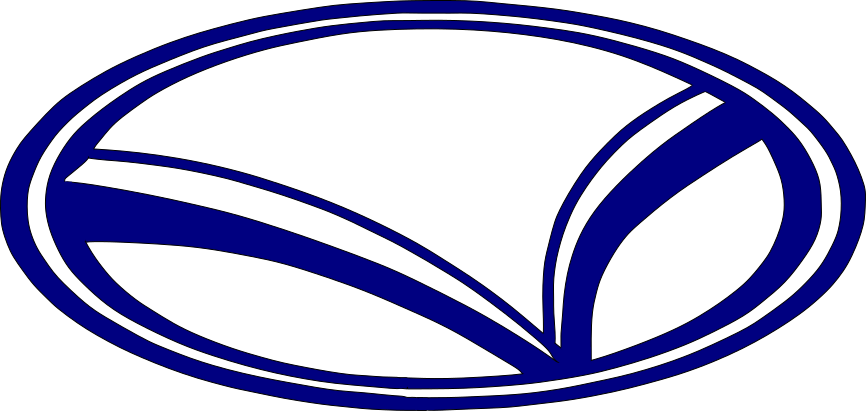
لوگوی سابق گروه بهمن

گروه بهمن شرکت صنایع خودروسازی، پتروشیمی و انرژی ایرانی است که دفتر مرکزی آن در تهران قرار دارد و در زمینه صنعت خودروهای سواری، تجاری و موتورسیکلت، صنایع انرژی و پتروشیمی همچنین سرمایه‌گذاری مالی فعالیت می‌کند. این شرکت فعالیت خود را در سال ۱۳۳۱ با نام ایران خلیج‌کو در زمینهٔ ترابری دریایی آغاز کرد. بهمن در شرکت تابعه خود یعنی شرکت ایران دوچرخ، پس از گذشت پنجاه سال همچنان به تولید موتورسیکلت منسوخ هوندا سی‌جی۱۲۵ ادامه می‌دهد.

## تاریخچه
گروه بهمن فعالیت خود را با به‌ثبت‌رساندن شرکت ایران خلیج کو و با سرمایه اولیه ۶۰۰ هزار ریال در شانزدهم بهمن ماه ۱۳۳۱ آغاز کرد. این شرکت در ۷ سال نخست، در زمینهٔ ترابری دریایی فعالیت داشت.
این شرکت در سال ۱۳۳۸ نخستین محصول خود را با عنوان وانت سه چرخ مزدا تولید کرد و نام شرکت به کارخانه خودروسازی مزدا تغییر یافت. در سال ۱۳۶۳ وانت مزدا ۱۶۰۰ به مرحله تولید رسید و این شرکت به ایران وانت تغییر نام داد.
شرکت ایران وانت در سال ۱۳۷۸، به شرکت هلدینگ در حوزه‌های تولید خودرو، بازرگانی و سرمایه‌گذاری با عنوان «گروه بهمن» تغییر یافت و تولید خودروهای سواری مزدا را در دستور کار خود قرار داد و منجر به تولید مزدا ۳۲۳ در سال ۷۸ شد. گروه بهمن در سال ۸۲ تولید وانت مزدا ۲۰۰۰ را آغاز کرد.
در سال ۱۳۸۳ با هدف تولید کامیون‌های سبک، نیمه‌سنگین، سنگین و مینی‌بوس، با تأسیس شرکت بهمن دیزل (B.D.C) و تولید کامیونت‌های برند ایسوزو ژاپن تولید خودروهای تجاری را آغاز کرد و پس از مدت کوتاهی بازار این گونه خودروهای تجاری را در اختیار گرفت.
در سال ۱۳۸۴، گروه بهمن با راه‌اندازی خط مونتاژ خودروی سواری پاجرو دو دیفرانسیل تحت برند میتسوبیشی ژاپن وارد بازار خودروهای شاسی‌بلند شد. در سال ۱۳۸۵ نخستین سری از خودروهای ون مسافربری با نام نارون با کاربری‌های متنوعی نظیر جابه‌جایی مسافر، ترابری بار و آمبولانس را تولید نمود. این شرکت در سال ۱۳۸۶ در راستای توسعه و گسترش محصولات خود همگام با فناوری روز جهان، تولید مزدا ۳ و همچنین شرکت "سیبا موتور" فعالیت خود در زمینه تولید انواع "کشنده" و "کامیونت" را آغاز کرد. "سیبا موتور" تولید و فروش انحصاری "کشنده‌های تک و جفت محور"، "شاسی کامیون" و "کامیونت فاو " را در ایران برعهده دارد.
در سال ۱۳۸۸ با به‌کارگیری تجارب فنی چندین ساله در زمینه خودرو، موفق شد وانت کاپرا در دو مدل تک‌دیفرانسیل و دودیفرانسیل و مینی‌بوس ایسوز ژاپن با نام سحر را تولید کند. در سال ۹۰ نیز محصول دیگری با نام مزدا ۲ به خط تولید گروه بهمن افزوده شد. همچنین این شرکت با آغاز همکاری با گروه فاو توانست سواری بی۵۰ را در سال ۹۲ تولید و عرضه کند، این در حالی است که نسخه فیس لیفت آن را با نام بسترن بی۵۰ اف در سال ۹۳ عرضه کرد.
گروه بهمن در سال ۹۵ با رویکردی جدید به بخش خصوصی (مجموعه قطعه سازی کروز) واگذار شد و مأموریت اصلی این شرکت، پوشش نیازهای بازار ترابری با رویکرد تولید وسایل نقلیه از دوچرخ تا ۱۸ چرخ، در قالب شرکت‌های ایران دوچرخ، بهمن موتور، سیبا موتور و بهمن دیزل است و نقش مؤثری در صنعت خودرو به ویژه در بخش خودروهای کار و تجاری ایفا نماید.
واحد کاربری‌سازی شرکت بهمن دیزل در اواخر سال ۹۶ شروع به کار کرد و با تجهیز سالن تولید و تأمین ابزار و تجهیزات مورد نیاز به طراحی و ساخت انواع کاربری‌ها، مطابق با سفارش مشتریان در حال فعالیت می‌باشد. این شرکت همچنین توانست طی سال‌های ۹۶ محصول سواری بسترن بی۳۰ و در سال ۹۷ هاوال اچ۲ و شاسی بلند اچ۹، محصولات شرکت گریت وال را به بازار عرضه کند. گروه بهمن با وجود مشکلات ناشی از تحریم‌ها در سال ۹۸ کامیونت و مینی‌بوس شیلر را بومی‌سازی کرد.
گروه بهمن در سال ۱۴۰۰ اولین شاسی بلند تولید داخل به نام دیگنیتی پرایم را عرضه کرد. پس از آن در سال ۱۴۰۰، فیدلیتی پرایم در دو مدل ۵ و ۷ نفره را عرضه کرد. در سال ۱۴۰۱ نیز با معرفی دو محصول ریسپکت و دیگنیتی پرستیژ سبد محصولات خود را تنوع ببخشید. در حوزه تجاری نیز در سال ۱۴۰۰ مدرن‌ترین و پرقدرت‌ترین کشنده به نام امپاور و در سال ۱۴۰۱ کشنده FAW 460 را عرضه کرد. گفتنی است گروه بهمن علاوه بر خودرو در حوزه‌های انرژی و سرمایه‌گذاری مالی مشغول به فعالیت می‌باشد.
گروه بهمن نخستین شرکت خودروساز در کشور است که موفق به اخذ لوح سبز از سازمان حفاظت محیط زیست و گواهی‌نامه IMS (نظام یکپارچه مدیریت) شده‌است.

## تجمعات و شکایت مشتریان
در سومین تجمع خریداران خودروهای هاوال در مقابل شرکت بهمن موتور که با جمعیتی در حدود ۱۰۰ نفر برگزار شد، نمایندگان این مشتریان اقدام به جمع‌آوری امضا برای شکایت از این شرکت خودروساز به ۳ نهاد نظارتی نمودند. این شکایت نامه خطاب به وزارت صمت، سازمان حمایت از مصرف‌کنندگان و تعزیرات حکومتی نوشته شد:
ما خریداران خودروهای بسترن بی۳۰ و هاوال اچ۲ از بهمن موتور به جهت افزایش غیر متعارف قیمت اتومبیل، عدم تحویل خودرو و همچنین استفاده نادرست از شرایط نابسامان بازار، شکایت داریم.
در تاریخ ۲۵ بهمن ۱۴۰۲ حواله داران فیدلیتی و دیگنیتی موعد زمستان بدلیل گرانی شدید برای دومین بار در طول سال و همینطور عدم اعلام فراخوان جلوی وزارت صمت تجمع کردند. سپس در تاریخ ۲ اسفند ۱۴۰۲ در مقابل نهاد ریاست جمهوری و برای سومین بار در تاریخ ۹ بهمن ۱۴۰۲ مقابل وزارت صمت با شعارهای شدید‌الحن"بهمن خیانت میکنه وزیر حمایت میکنه" ، وزیر مافیایی رشوه بگیر کجایی " و "وزیر بی لیاقت استعفا استعفا" تجمع کردند.

## تخلفات در قیمت گذاری
شرکت بهمن خودروهای «فیدلیتی» و «دیگنیتی» که در بازار چین به ترتیب تحت برند Jetour X۷۰ و Dongfeng ix۵ با قیمتی بین ۱۰ تا ۱۳ هزار دلار و ۱۲ تا ۱۵ هزار دلار به فروش می‌رسیدند را حتی با دلار ۵۰ هزار تومانی (درحالی که دلار نیمایی دریافت کرده‌ بود)، حداقل ۳ برابر به مصرف‌کنندگان ایرانی می فروخت.
این شرکت در سال ۱۴۰۰ هم بابت پرونده تخلف گران‌فروشی، نزدیک به ۱۳۸۰۰ میلیارد تومان توسط تعزیرات جریمه شده‌است.

## خدمات پس از فروش
شرکت مزدا یدک (MYC) در سال ۱۳۶۰ توسط گروه بهمن (ایران وانت سابق) که خود تحت پوشش سازمان گسترش و نوسازی صنایع ایران بود، به‌صورت «سهامی خاص» تأسیس و طبق تصمیم مجمع عمومی به «سهامی عام» تبدیل گردیده‌است. از سال ۱۳۷۰ مجدداً مالکیت شرکت مطابق تصمیم شورای اقتصاد به گروه بهمن، مالک و مؤسس آن محول گردید. همچنین مزدا یدک از سال ۱۳۸۰ به ایجاد و توسعه خدمات سیار اقدام کرد.
شرکت مزدا یدک در سال ۱۳۹۶ با آغاز فعالیت سهامدار جدید به سازمان فروش و خدمات پس از فروش تغییر یافت و فعالیت خود را در غالب یک شرکت مجزا و زیر مجموعه گروه بهمن شروع کرد.
همچنین سازمان فروش و خدمات پس از فروش گروه بهمن در سال ۹۸ طرح‌های "موبایل سرویس و نرم‌افزار موبایل (موبایل اپ) را راه‌اندازی کرده‌است.

## محصولات

### سواری
- مزدا ۳۲۳ (۱۳۷۹ تا ۱۳۸۶)
- مزدا ۳ (۱۳۸۶ تا ۱۳۸۹)
- مزدا ۳ نیو (۱۳۸۷ تا ۱۳۹۸)
- بسترن بی۵۰ (۱۳۹۲ تا ۱۳۹۳)
- بسترن بی۵۰اف (۱۳۹۳ تا ۱۳۹۶)
- بسترن بی۳۰ (۱۳۹۶ تا ۱۴۰۱)
- مزدا ۳ نیو (هاچ بک) (۱۳۸۹ تا ۱۳۹۱)
- مزدا ۲ (۱۳۹۰ تا ۱۳۹۲)
- ریسپکت (۱۴۰۱ تاکنون)
- هونگچی اچ۵ (محصول بی‌ام کارز)
- هونگچی ئی-کیوام۵ (محصول بی‌ام کارز)

### وانت (پیکاپ)
- مزدا بی۲۰۰۰ (۱۳۷۸ تا ۱۳۹۶)
- ایسوزو دی مکس (۱۳۸۹ تا ۱۳۹۴)
- کاپرا ۱ (۱۳۸۹ تا ۱۳۹۴)
- وانت کارا (۱۳۹۳ تا ۱۴۰۲)
- کاپرا ۲ (۱۳۹۵ تا ۱۴۰۲)
- وانت کارو (۱۳۹۴)

### SUV
- میتسوبیشی پاجرو (۱۳۸۴ تا ۱۳۸۶)
- لندمارک وی۷ (۱۳۹۳ تا ۱۳۹۵)
- هاوال اچ۲ (۱۳۹۷ تا ۱۳۹۸)
- فیدلیتی (۱۳۹۹ تاکنون) (در دو نوع هفت نفره و پنج نفره)
- دیگنیتی (۱۳۹۹ تاکنون)
- هاوال اچ۹ (۲۰۱۸) توقف تولید
- بستیون تی۷۷ (محصول بی‌ام کارز)
- دانگ فنگ فنگون ئی۵ (محصول بی‌ام کارز)

### ون
- نارون (۱۳۸۶ تا ۱۳۸۹)
- سیبا (۱۳۸۷ تا ۱۳۹۰)
- اینرودز (۱۴۰۱ تاکنون)

### کامیون و کامیونت
- کامیونت ۵/۲ تن NMR85E
- کمپرسی FVZ
- کامیونت شیلر ۶ تن
- کامیون ایسوزو FVR
- کامیونت ایسوزو ۵/۲ تن NKR77
- کامیونت ایسوزو ۸/۴ تن NPR75m
- کامیونت ایسوزو ۶ تن NPR75K
- کامیون ایسوزو FVZ
- کامیونت ۶ و ۸٫۵ تن فورس
- تایگر وی ۶ تن و ۸ تن
- کامیون کشنده جفت محور J6
- شاسی کامیون CA3250
- کامیون کشنده تک محور J6
- کامیون کشنده تک محور امپاور BD500

### مینی‌بوس
- مینی‌بوس ایسوزو سحر
- مینی‌بوس ایسوزو سحر پلاس
- مینی‌بوس مکسوس
- مینی‌بوس شیلر

### موتور سیکلت
- آزما ۱۲۵
- آزما ۱۵۰
- آزما ۲۰۰
- آرشیا ۱۲۵
- آرشیا ۱۵۰
- آرشیا ۲۰۰
- سه چرخه برقی
- XY150-10B EFI